# Willy Busch
Wilhelm «Willy» Busch (4 de enero de 1907-Duisburgo, Alemania Federal, 4 de marzo de 1982) fue un futbolista y entrenador de fútbol alemán. En su etapa como jugador profesional se desempeñaba como defensa.

## Selección nacional
Fue internacional con la selección alemana en 13 ocasiones. Formó parte de la selección que obtuvo el tercer lugar en la Copa del Mundo de 1934.

### Participaciones en Copas del Mundo
| Mundial                        | Sede   | Resultado    | Partidos | Goles |
| ------------------------------ | ------ | ------------ | -------- | ----- |
| Copa Mundial de Fútbol de 1934 | Italia | Tercer lugar | 3        | 0     |

## Clubes

### Como jugador
| Club                | País             | Año       |
| ------------------- | ---------------- | --------- |
| TuS Duisburgo 48/99 | Alemania ocupada | 1928-1948 |

### Como entrenador
| Club                | País             | Año    |
| ------------------- | ---------------- | ------ |
| TuS Duisburgo 48/99 | Alemania Federal | 1948-? |
| Duisburger FV 08    | Alemania Federal | ¿-?    |